# Сельское хозяйство Литвы

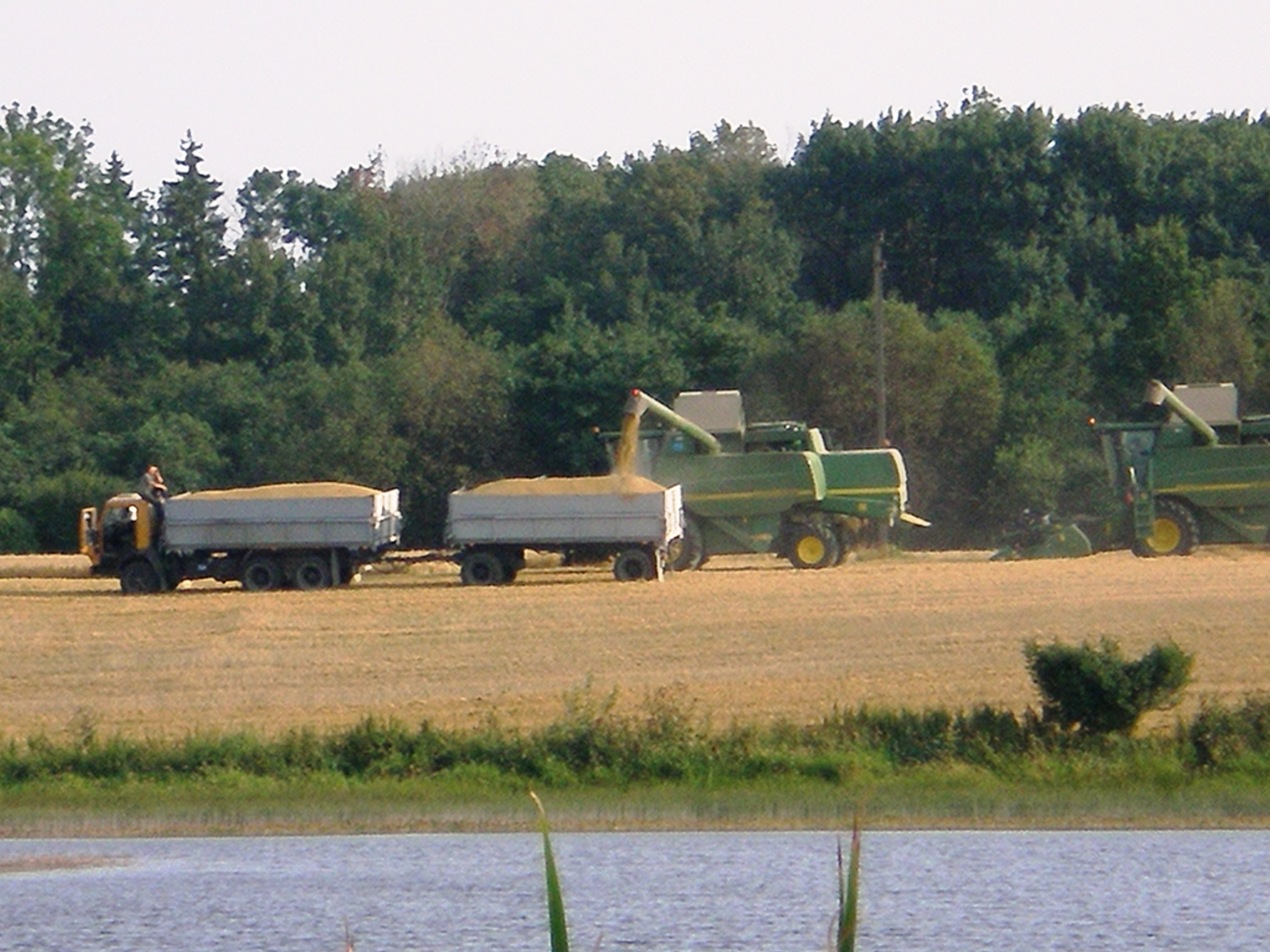
Сбор урожая

Сельское хозяйство Литвы — отрасль литовской экономики.
По данным на конец 2010 г. сельское хозяйство составляет около 6 % ВВП страны, в этой отрасли занято 8 % активного населения. 
Из общей площади земельного фонда — 61 % составляют сельскохозяйственные угодья. 
Объём прямых накопленных иностранных инвестиций в сельское хозяйство Литвы по состоянию на октябрь 2010 г. составил 89 600 000 € (0,9 % всех прямых накопленных иностранных инвестиций в экономику Литвы). 
В 2010 г. общая стоимость продукции сельского хозяйства Литвы составила 1,79 млрд евро ( увеличение на 8 % по сравнению с 2009 г.).

## История
Выращивание ячменя, вероятно, началось во II в. до н. э. В I в. до. н. э. начинает выращиваться пшеница. В I в. нашей эры начала широко выращиваться рожь. 
Картофель не был популярен вплоть до конца XVIII в. Страна относительно успешно пережила голоды 1719—1724-х, 1850 и 1867—68-х годов. Исторически Литва была сильна своим сельским хозяйством и пищевой промышленностью.
В первые годы советской власти литовское сельское хозяйство было коллективизировано. Эта система стала эффективной в конце 1950-х гг. 
После распада СССР в Литве было проведено несколько реформ, но, несмотря на это, сельское хозяйство пришло в упадок к 1994 г., из-за экономической неэффективности созданных земельных участков (они были слишком малы). 
Некоторые компании, которые работали во времена СССР, успешно прошли период реформ, это пивные компании lt:Kalnapilis, Volfas Engelman, молочные Žemaitijos Pienas, Marijampolės Pienų Konservai, также Anikščių Vynas, Viči, ARVI.
В 2001 г. доля сельского хозяйства составила 8 % от ВВП страны.
Развит агротуризм

## Растениеводство
Половину посевных площадей составляют зерновые культуры (пшеница, рожь и ячмень). Выращивают также кормовые культуры (сахарная свёкла, картофель, лён, рапс и т. д.)

## Животноводство
Животноводство является значительнейшей частью литовского сельского хозяйства (мясо-молочное скотоводство и беконное свиноводство, птицеводство). 
По состоянию на 2009 г. средний надой на корову в год находится на уровне 4811 кг.
Рыбоводство:
Поскольку в Литве много озёр и прудов, рыбоводство получило широкое распространение. В основном разводятся зеркальный карп, карась, лещ. 
В Россию экспортируется краб. 
Рыболовство: 
приморские предприятия ориентируются на вылове сельди и кильки.

## Государственная политика
В Литве реализовывалась программа развития литовского села на 2007—2013 гг., которая была безоговорочно одобрена на 17-м заседании комитета Евросоюза по развитию сельских районов 19 сентября 2007 г. Приоритетными направлениями по программе являются:
- Внедрение инноваций
- Совершенствование маркетинга и поощрение производства продукции с высокой добавочной стоимостью
- Кооперация хозяйственных субъектов
- Создание товарных хозяйств
- Молодые фермеры
- Создание новых рабочих мест
- Стимулирование альтернативных видов деятельности в местностях с более сложными условиями для хозяйствования

На реализацию данной программы выделено в общей сложности 7,81 млрд литов (от Евросоюза — 6,02 млрд литов, национальные средства — 1,79 млрд литов).

## Импорт и экспорт
Основным импортёром литовской сельхозпродукции являлась (до контрсанкций 2014 года) Россия, которая импортировала из Литвы сыр, творог, живых свиней и др. 
После этого предпринимались попытки наладить с/х экспорт в КНР.